# 10670 Seminozhenko
10670 Seminozhenko eller 1977 PP1 är en asteroid i huvudbältet som upptäcktes den 14 augusti 1977 av den rysk-sovjetiske astronomen Nikolaj Tjernych vid Krims astrofysiska observatorium på Krim. Den har fått sitt namn efter Vladimir Petrovich Seminozhenko.
Asteroiden har en diameter på ungefär 11 kilometer.